# 伊丽莎白·斯凯勒·汉密尔顿
伊丽莎白·「伊莉莎」·汉密尔顿（英語：Elizabeth "Eliza" Hamilton，1757年8月9日—1854年11月9日），娘家姓斯凯勒（Schuyler），是一位美国慈善家，纽约市第一间私立孤儿院的创办人之一。

## 家庭和早年生活
伊丽莎白·斯凯勒出生于英国殖民地时期的纽约省奥尔巴尼。她的父亲菲力·斯凱勒出自当地的名门望族，是美國獨立戰爭将领；母亲凯瑟琳·范·伦塞勒·斯凯勒（Catherine Van Rensselaer Schuyler）的家族也是纽约的豪门。斯凯勒夫妇共育有15个子女，其中7人早夭。伊丽莎白是他们的次女，她的姐妹中包括安杰莉卡和佩姬等人。斯凯勒家族和范·伦塞勒家族都是荷兰裔，信奉荷兰归正会。伊丽莎白也是这一教会的虔诚信徒。
斯凯勒家境富裕，家中雇有27位奴隶做工。伊丽莎白自幼和这些奴隶一起生活，她和汉密尔顿日后都公开反对奴隶制，但也有线索暗示两人在婚后有一至两个家奴。伊丽莎白童年时像男孩一样活泼好动，对读书的兴趣也不高。她在家接受教育，几乎没有上过学。她跟母亲学会了阅读和缝纫，但拼写的水準不高。受父亲身份的影响，伊丽莎白从小就接触过政治事务和政界人物。她在13岁时曾陪同父亲到薩拉托加参加与六族同盟的秘密会议。1776年，本杰明·富兰克林在外访途中短暂留宿斯凯勒家，期间教伊丽莎白学会了双陆棋。
伊丽莎白自幼富有激情和个人魅力，乐于成为众人的焦点。与汉密尔顿共事过的詹姆斯·麦克亨利称她“无论是内心中控制的感情还是脾气，都有一种深邃而温暖的强烈特质，时不时会以某种有力的表达方式迸发出来”。伊丽莎白日后同事乔安娜·贝休恩（Joanna Bethune）的儿子回忆这对伙伴称“两人都有种坚毅果断的性格...... 贝休恩夫人更加谨慎，而汉密尔顿夫人则更冲动。”

## 婚姻

### 独立战争期间
1777年，汉密尔顿作为乔治·华盛顿的侍从官，代表他与霍雷肖·蓋茨将军会面，途中曾到奥尔巴尼会见友人，并与斯凯勒一家共进晚餐。此时伊丽莎白年方20岁，这是两人的第一次见面。1780年2月，伊丽莎白到新泽西莫里斯敦拜访姑姑格特鲁德·斯凯勒·柯克伦（Gertrude Schuyler Cochran）。当时乔治·华盛顿就率部驻扎在莫里斯敦过冬，营地距柯克伦家不远。汉密尔顿和伊丽莎白两人因此在社交场合多次见面，伊丽莎白对汉密尔顿一见钟情。在莫里斯敦期间，伊丽莎白还结识了华盛顿的妻子马莎·华盛顿，马莎比伊丽莎白年长26岁，两人在日后发展成母女一般的深厚感情。伊丽莎白之后曾称华盛顿夫人是她“理想中的真正女性”。
汉密尔顿在3月就离开了莫里斯敦，但两人之间的感情与日俱增，已经决定要结为夫妻。同年4月，汉密尔顿向斯凯勒将军写信获得他的许可，与伊丽莎白正式订婚。1780年，伊丽莎白听说英国特勤部门主管、少校约翰·安德烈因涉嫌协助驻守西点堡垒的贝内迪克特·阿诺德将军降英而被捕。此前在1775年，安德烈成为战俘，在赴宾夕法尼亚途中到达奥尔巴尼，曾在斯凯勒家留宿。安德烈住在斯凯勒家时为伊丽莎白画了一张画像，打动了她的心。伊丽莎白于是恳求汉密尔顿出手帮助安德烈。汉密尔顿也对安德烈有崇敬之情，承诺尽自己最大努力。他甚至请求华盛顿满足安德烈的最后愿望，对他执行枪决而非绞刑，但未能如愿。安德烈受绞刑而死之后数周，伊丽莎白一直不愿回复汉密尔顿的信件。1780年12月14日，伊丽莎白与汉密尔顿在斯凯勒宅邸内举行婚礼，正式结为夫妇。婚礼以荷兰习俗举行，只举办了小型的典礼。汉密尔顿的好友因战事繁忙而未能出席。
伊丽莎白和汉密尔顿两人婚后在斯凯勒家的牧场度过了短暂的蜜月和圣诞假期。汉密尔顿在1781年1月初返回军队，伊丽莎白随后也和他一起来到华盛顿军队驻扎的新温莎。她在此期间和马莎·华盛顿越发亲密，两人还共同组织劳军活动。但华盛顿和汉密尔顿之间却产生矛盾，汉密尔顿夫妇于是搬回奥尔巴尼的斯凯勒家居住，之后又搬到新温莎华盛顿驻地河对岸。伊丽莎白在此期间一直努力操持家事，还帮助丈夫完成他的政治著作，其中就包括他写给罗伯特·莫里斯的31页长信。这些信件奠定了汉密尔顿未来财政事业的基础，其中部分内容就是伊丽莎白的笔迹。
1781年夏季，伊丽莎白已经怀孕，她又回到奥尔巴尼的父母家居住。伊丽莎白怀孕期间，汉密尔顿不愿离她太远，但仍然在军中战斗。伊丽莎白始终担心他的安危，而汉密尔顿则不断向家中寄信报平安，还向她透露军队的秘密行动，包括秋季約克鎮圍城戰役之前的准备。此时，战火已经烧到斯凯勒家附近。8月7日，一伙英军士兵包围了伊丽莎白、安杰莉卡和家人居住的宅邸，打算突袭抢劫。伊丽莎白和安杰莉卡当时都已经怀孕，佩姬出门保护小妹凯瑟琳（Catherine）时遭遇敌人，集中生智谎称父亲已经去找援兵才逃脱一劫。约克镇一战之后，汉密尔顿回到奥尔巴尼与伊丽莎白团聚。夫妇二人的长子于1782年1月22日出生，两人按伊丽莎白父亲的名字为他命名为菲利普·汉密尔顿。

### 独立战争后

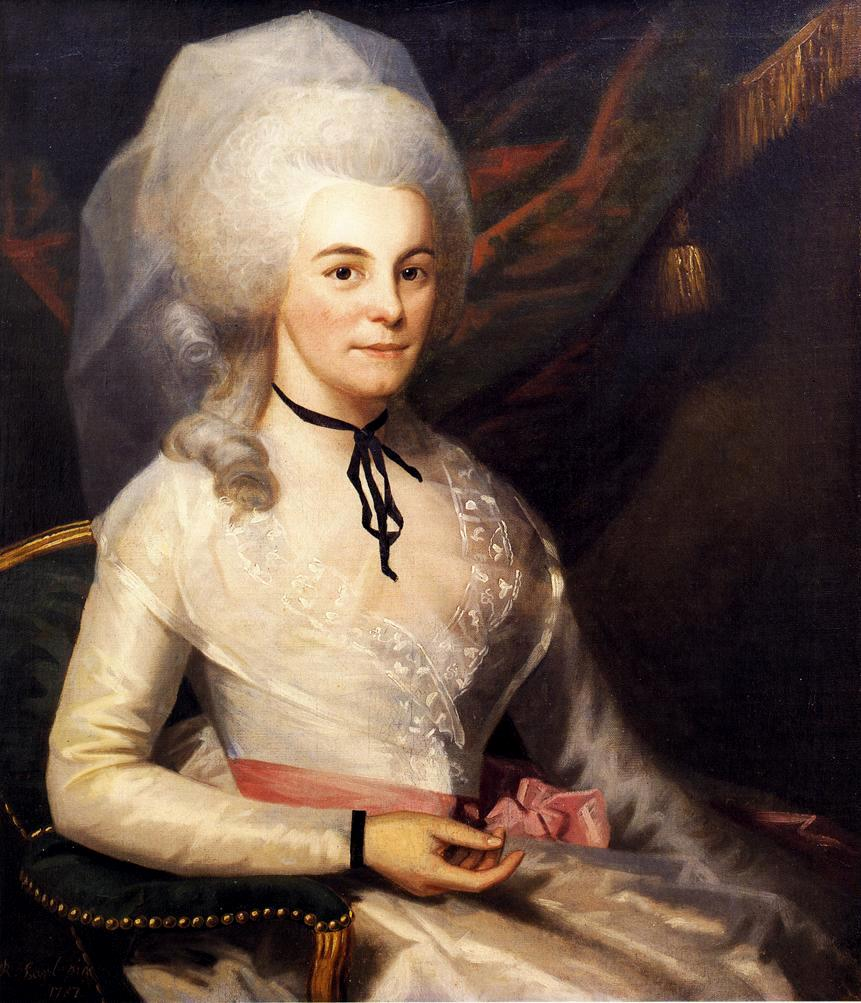
拉尔夫·厄尔于1787年为伊丽莎白·斯凯勒·汉密尔顿所作画像

汉密尔顿夫妇在奥尔巴尼共同生活了两年，1783年末搬到纽约华尔街居住。1784年9月25日，伊丽莎白生下夫妇二人的第二个孩子。两人按照伊丽莎白姐姐的名字为这个女儿命名为安杰莉卡。两人的第三个孩子小亚历山大之后在1786年5月16日出生。第四个孩子詹姆斯·亚历山大也在1788年4月14日出世。汉密尔顿夫妇还收养了女婴范妮·安提尔（Fanny Antill）。安提尔的母亲于1785年逝世，她的父亲爱德华·安提尔（Edward Antill）无力抚养六个子女，在1787年将两岁的范妮寄养在汉密尔顿家。爱德华·安提尔随后在1789年逝世，汉密尔顿夫妇就一直抚养范妮直至她12岁离家和已婚的姐姐一同居住。汉密尔顿夫妇的儿子詹姆斯之后曾表示父母“教育、对待范妮在各个方面都像对汉密尔顿家亲生女儿一样”。
1787年，画家拉尔夫·厄尔为伊丽莎白创作了一张坐像。当时厄尔无力偿还债务，被囚禁在負債人監獄。汉密尔顿了解之后，介绍伊丽莎白前往监狱，让厄尔为她作了一张画像。伊丽莎白又介绍其他女士前往，共同为厄尔筹得足够资金脱身。

### 内阁夫人

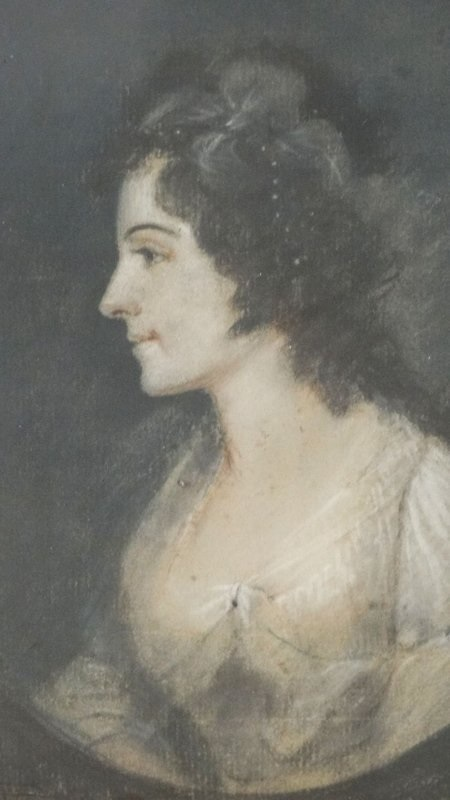
1795年前后，詹姆斯·沙普斯为伊丽莎白创作的画像

汉密尔顿夫妇社交生活丰富，常去剧院看戏，参加各种舞会和聚会。伊丽莎白虽然想要一些独处时间，但为了丈夫的事业仍然选择参加这些活动，她称“那些日子里少有属于自己的私人时光”。1789年，汉密尔顿就任成为美国首任财政部长，伊丽莎白的社交活动只增不减。早期的史学家称“汉密尔顿夫人、杰伊夫人和诺克斯夫人是官方社交活动的领导者”。1789年5月，汉密尔顿夫妇出席了乔治·华盛顿的就职舞会，伊丽莎白还与华盛顿共舞；1790年，托马斯·杰斐逊自巴黎回到美国，夫妇二人为他主持了欢迎晚宴。她还亲自操持家务，詹姆斯·麦克亨利曾在给汉密尔顿的信中称“你身为美国财政部长，伊丽莎白掌管家务就是你的财政部长，她做的和你一样优秀”。法国大革命爆发后，许多法国难民流亡美国，汉密尔顿夫妇帮助他们筹款摆脱困苦的流亡生活，特意记下带儿童出逃的妇女，为她们捐款。伊丽莎白还向难民家庭送出了大量衣物和食品。
1792年，伊丽莎白又生下夫妇两人的第五个孩子约翰·丘奇·汉密尔顿（John Church Hamilton）。她随丈夫一同在纽约、费城和奥尔巴尼之间奔波，经营家庭。1794年，伊丽莎白再次怀孕。但他们的小儿子突生急病，汉密尔顿又因参与平定威士忌暴乱而不在家中，伊丽莎白受到巨大精神压力，在11月24日流产。汉密尔顿了解此事后立即辞去政府职务，回到纽约开办律所，希望能和家庭距离更近。
在汉密尔顿任职财政部长期间，伊丽莎白同样在他身边帮助他的政治事业。汉密尔顿撰写《联邦党人文集》时，伊丽莎白担任他和出版商之间的中介，协助发行了这部作品；汉密尔顿主张建立中央银行遭到杰斐逊和华盛顿的反对，于是撰写文章反驳两人的观点，伊丽莎白彻夜不眠帮助他誊写；华盛顿决定卸任总统时，汉密尔顿帮助他写下告别演讲，伊丽莎白通宵倾听汉密尔顿一边创作一边高声演说。

### 汉密尔顿的婚外情
1797年，汉密尔顿和玛莉亚·雷诺兹曝出婚外情。两人在1791年夏季就开始接触，在伊丽莎白不在家时多次发生性关系，之后雷诺兹的丈夫詹姆斯·雷诺兹（James Reynolds）便不断借此勒索汉密尔顿。丑闻曝光后，伊丽莎白最初并不相信这一指控。安杰莉卡的丈夫约翰·丘奇在1797年7月13日给汉密尔顿的信中提到“这对她没有任何影响，她认为这些提出指控反对你的人不过是一群无赖。”但汉密尔顿随后发表了一本95页的小册，后世称其为“雷诺兹小册”。汉密尔顿在册子中坦承了自己的婚外情，并附上了他与雷诺兹夫人之间的通信。当时公众怀疑他与詹姆斯·雷诺兹之间存在地下交易，并指控他可能涉嫌渎职。汉密尔顿希望这本小册能打消公众的怀疑，牺牲自己的私人形象，但可以证明自己在政治上的清白，挽回政治成就。手册最早于7月31日就已准备出版，但直至8月25日才发表。这可能是因为伊丽莎白当时正怀着夫妇两人的第六个孩子，已经接近生产。由于她之前流产的历史，汉密尔顿担心手册发表后会给伊丽莎白造成流产的危险。
伊丽莎白发现事实后坚决离开在纽约的汉密尔顿，回到奥尔巴尼的父母家中。1797年8月4日产下一个健康男婴威廉·史蒂芬。直到9月，他们的长子菲利普患上斑疹傷寒，夫妇二人才再次团聚，逐渐恢复感情。两人的第七个孩子于1799年11月26日出生，夫妇两人按照伊丽莎白的名字给她取名为伊莱莎。1790年代时，伊丽莎白已经开始投身慈善事业，为寡妇和孤儿服务。到1790年代末，她家务繁忙难以全身心投入慈善，但仍然坚持为贫困儿童提供住处。

### 父子逝世
汉密尔顿夫妇一直视长子菲利普为家庭的希望，认为他英俊潇洒，还继承了父亲的才智。菲利普在19岁时卷入一场决斗，对方是汉密尔顿政敌杰斐逊的支持者乔治·伊克，曾公开发表演说批评汉密尔顿。菲利普与伊克对质后约定决斗。11月23日，菲利普在决斗时中枪，因伤势过重不治身亡。此时伊丽莎白已经怀孕三个月，痛心不已，但所幸没有再次流产。她在1802年6月2日生下两人的第八个也是最后一个孩子，为了纪念逝世不久的长子，给他同样取名为菲利普。

仅仅两年后的1804年，汉密尔顿与时任副总统阿龙·伯尔日积月累的矛盾已经不可调和。两人约定在7月11日展开决斗。汉密尔顿在决斗中受伤过重，于次日逝世。逝世时伊丽莎白就守在他身旁。汉密尔顿在决斗前为伊丽莎白写了两封信，信中称：
我亲爱的，宗教的慰藉能给你支持；愿你能得到抚慰。去上帝的胸怀中，让祂宽慰你吧。我最后的想法：我愿怀着幸福甜美的希望，在一个更美好的世界再见到你。别了，最贤良的妻子，最优秀的女性。替我拥抱我亲爱的孩子们。
汉密尔顿逝世后，伊丽莎白悲痛万分。她向友人写信称汉密尔顿是“我亲爱的、神圣的丈夫，是我的守护天使”。她相信上帝夺走他的生命是因为两人的婚姻太过幸福，只有这样的心碎才能让自己的人生悲喜相抵。伊丽莎白还始终在颈上佩戴一个小袋，装着汉密尔顿的情书一角，坚信两人会在来世重逢。

## 晚年生活

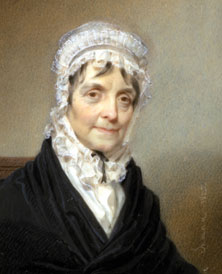
1825年，亨利·因曼 (画家)为伊丽莎白创作的画像

伊丽莎白的母亲凯瑟琳此前已经在1803年猝逝，父亲菲力在汉密尔顿逝世数月后就与世长辞。伊丽莎白的妹妹佩姬和弟弟约翰（John）也早已离开人世。
1804年汉密尔顿离世后留下大笔债务，伊丽莎白继承的遗产不足以偿还。他们在曼哈顿的住所被公开拍卖，但之后执行人认为不能将她逐出自己的家，于是买下房子后以半价卖回给她。1833年，76岁的伊丽莎白又将这处住所售出，买下了纽约的一间联排公寓，和自己的两个孩子小亚历山大、伊莱莎以及他们的配偶一起在这里居住了9年。1848年，伊丽莎白搬到华盛顿特区居住，在这里和寡居的女儿伊莱莎一起居住，直至逝世。

### 慈善活动
随着时间流逝，伊丽莎白仍然不忘丈夫，但已经渐渐走出了痛苦，开始全身心投入慈善事业。1805年，伊丽莎白加入了贫困孤儿寡母慈善协会（the Society for the Relief of Poor Widows with Small Children），为贫穷的寡妇孤儿提供帮助。1806年3月16日，她与乔安娜·贝休恩等几位妇女在格林尼治村共同创办了纽约孤儿庇护协会（Orphan Asylum Society），即纽约市第一间私立孤儿院。伊丽莎白任孤儿院的第二院长，即协会副会长。1821年，伊丽莎白成为第一院长，主管孤儿院内收留教育的儿童。她在这一职位上担任了27年，期间主持筹款、募集捐款捐物，还帮助孤儿寻找工作，直至1848年离开纽约才离任。时至今日，这间孤儿院已成为格雷厄姆·温德汉姆基金会的一部分，仍在继续为儿童提供社会服务。
1818年，伊丽莎白还找到纽约州立法机构，获准成立汉密尔顿免费学校（Hamilton Free School）。这间学校是曼哈顿華盛頓高地的第一座教育机构，选址于百老汇伊丽莎白捐献的土地上。伊丽莎白搬到华盛顿特区居住后仍然为社会服务做出贡献。她在90岁时仍在参与慈善活动，还协助多莉·麦迪逊共同筹款建设華盛頓紀念碑。

### 汉密尔顿的政治遗产

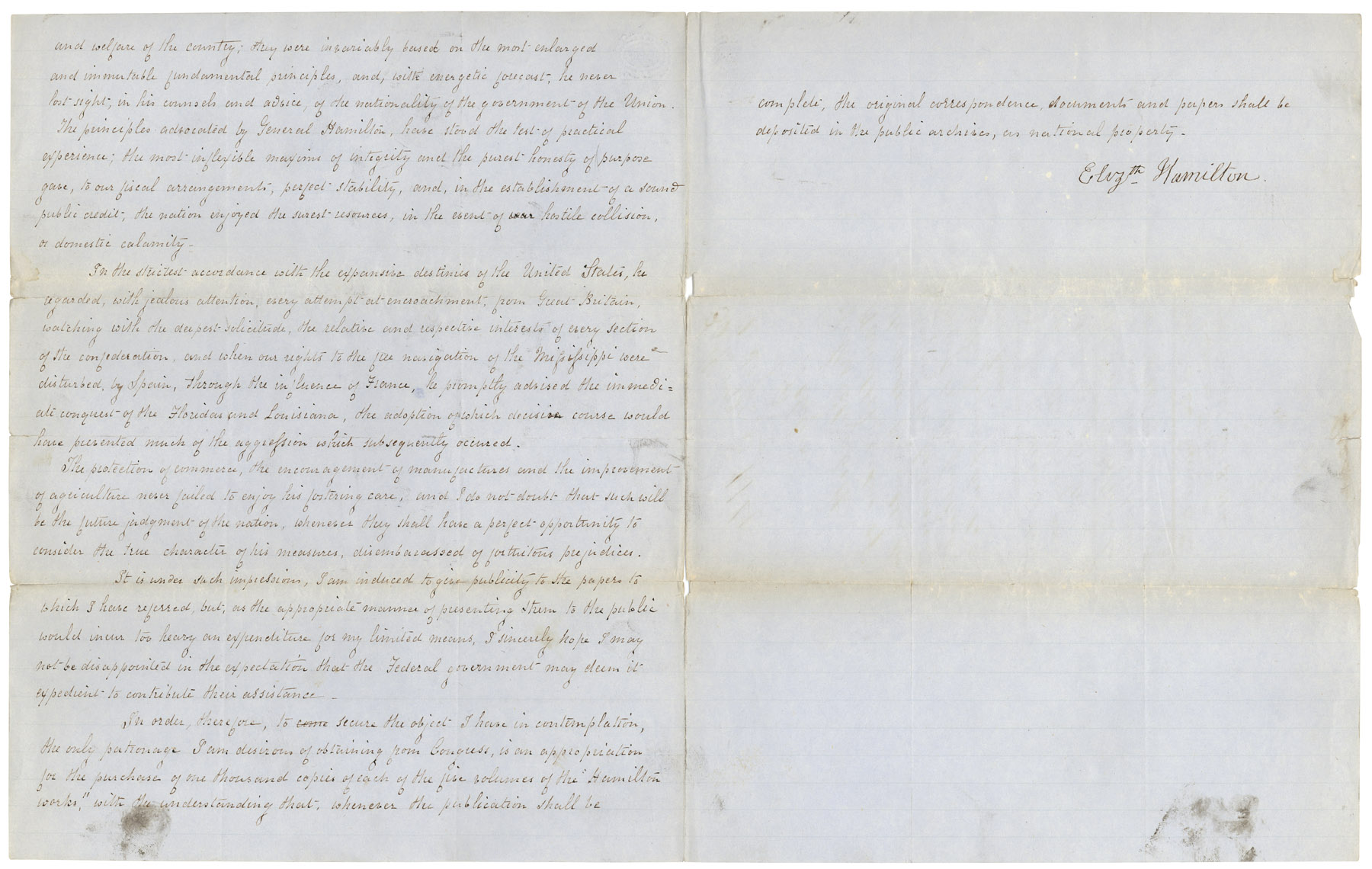
伊丽莎白·汉密尔顿在1846年上书国会要求出版汉密尔顿的著作

汉密尔顿逝世后，伊丽莎白一直致力于维护丈夫的名誉和政治遗产，与其反对者针锋相对。汉密尔顿称自己参与撰写了华盛顿告别演说，伊丽莎白在他逝世之后一直捍卫丈夫的说法；詹姆斯·门罗称汉密尔顿涉及财政腐败，伊丽莎白与他对质，要求门罗致歉；她还一直坚称汉密尔顿的性丑闻应由雷诺兹负全责。
伊丽莎白在儿子约翰·丘奇·汉密尔顿的帮助下重新整理了汉密尔顿的书信、文件和著作。她与汉密尔顿所在的联邦党领导人联系，收集与丈夫相关的文件。汉密尔顿传记的作者羅恩·切爾諾夫曾称，伊丽莎白的工作使得后世研究汉密尔顿的困难大大减少。切尔诺夫还指出，汉密尔顿逝世后，执政者多为他的政敌，伊丽莎白几乎是以一人之力抵抗整个执政系统。

## 逝世

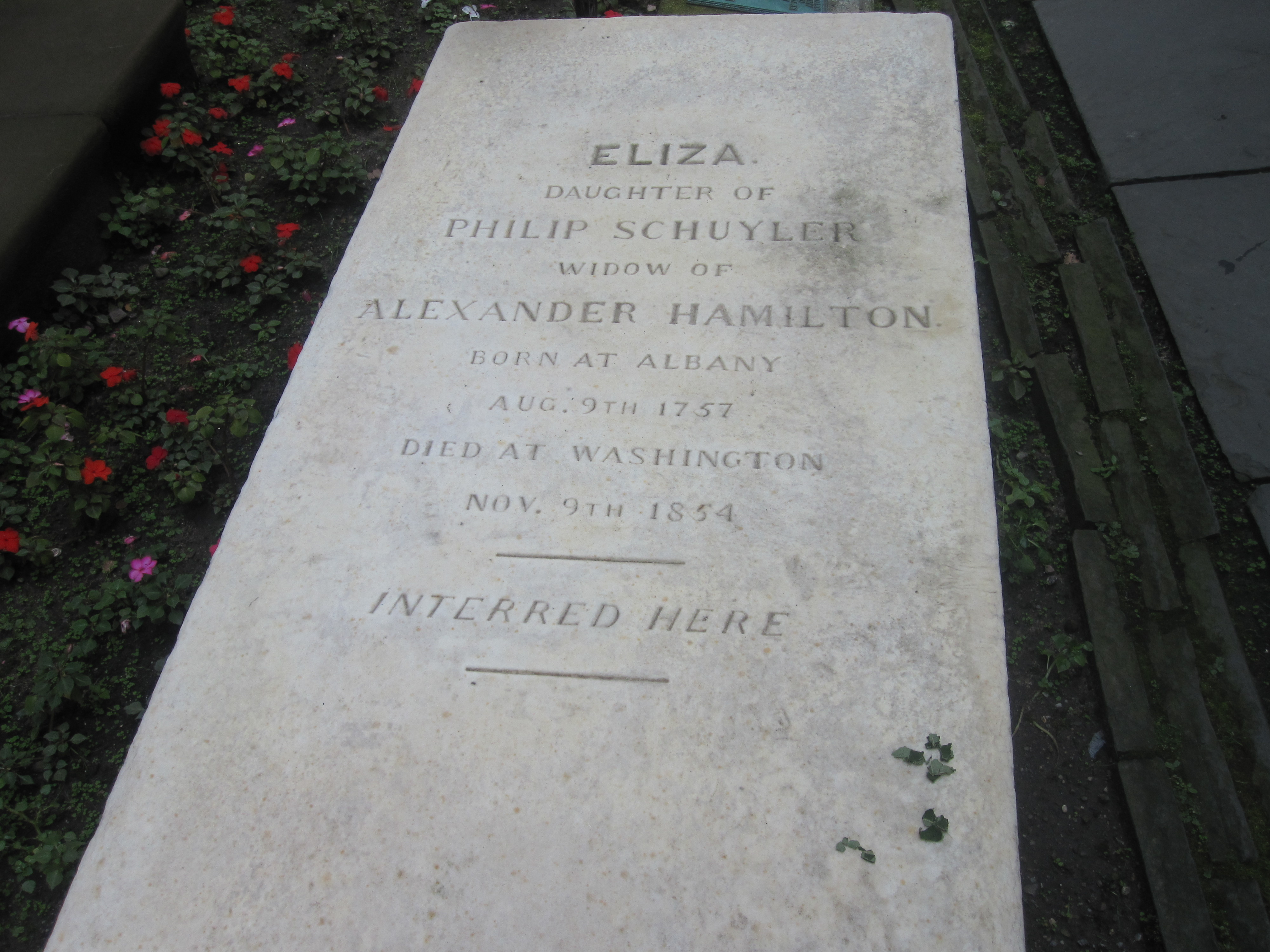
伊丽莎白的坟墓，位于纽约三一教堂

1846年时，伊丽莎白已经出现短期记忆力下降的症状，但仍然可以清晰回忆起自己的丈夫。1854年11月9日，97岁高龄的伊丽莎白·汉密尔顿在华盛顿特区逝世，葬于纽约三一教堂，紧邻丈夫汉密尔顿的坟墓。她的姐姐安杰莉卡和长子菲利普也埋葬在三一教堂。

## 流行文化
伊丽莎白·汉密尔顿曾刻意抹除自己在历史中的记录，因此在文化中曾经常被忽视。1917年，喬治·亞利斯制作并主演了百老汇话剧《汉密尔顿》介绍亚历山大·汉密尔顿的婚外情，其中由他的妻子、英国演员弗洛伦丝·亚利斯（Florence Arliss）饰演伊丽莎白，但作品反响不佳。1931年，亚利斯又将这部话剧改编成电影，其中的伊丽莎白改由美国演员桃樂絲·肯楊饰演。
2015年，林-曼努尔·米兰达创作并主演的音乐剧《汉密尔顿》先后登上外百老汇和百老汇舞台。作品以羅恩·切爾諾夫创作的传记为灵感，讲述了汉密尔顿的一生。原版演员阵容中由菲莉帕·苏饰演伊丽莎白。剧作获得巨大成功，苏也凭借这一角色获得2016年托尼奖最佳音乐剧女主角提名。这部作品和切尔诺夫的汉密尔顿传记都强调了伊丽莎白在汉密尔顿一生中的重要性，还介绍了她将他政治遗产发扬光大的故事，获得评论家和历史学者的好评。